# Николо-Михайловка
Нико́ло-Миха́йловка — село в Яковлевском районе Приморского края, входит в состав Яблоновского сельского поселения.

## География
Расположено на левом берегу реки Загорная (левый приток Уссури).
Село стоит на автодороге, соединяющей Покровку Яковлевского района с посëлком Кировский. Расстояние до Покровки около 36 км, расстояние до районного центра села Яковлевка около 41 км.
От Николо-Михайловки на запад отходит дорога к сёлам Озёрное (расстояние до села 7 км) и Бельцово (расстояние до села 18 км); на восток — дорога к Загорному (расстояние до села 11 км) и Краснояровке (расстояние до посёлка 19 км).
К северу от Николо-Михайловки проходит административная граница между Яковлевским районом и Кировским районом. До села Марьяновка Кировского района около 14 км.

## Население
| 1915 | 2001 | 2002 | 2010 | 2019 |
| ---- | ---- | ---- | ---- | ---- |
| 497  | ↘158 | ↗160 | ↘105 | ↘94  |

## Улицы
| - пер. Забайкальский, - пер. Партизанский, - пер. Школьный, | - ул. Центральная, - ул. Школьная. |